# Sergej Semënovič Chabalov
Sergej Semёnovič Chabalov (in russo Сергей Семёнович Хабалов?; Novgorod, 3 maggio 1858 – Salonicco, 1924) è stato un generale russo della prima guerra mondiale e della guerra civile russa.

## Biografia

### I primi anni

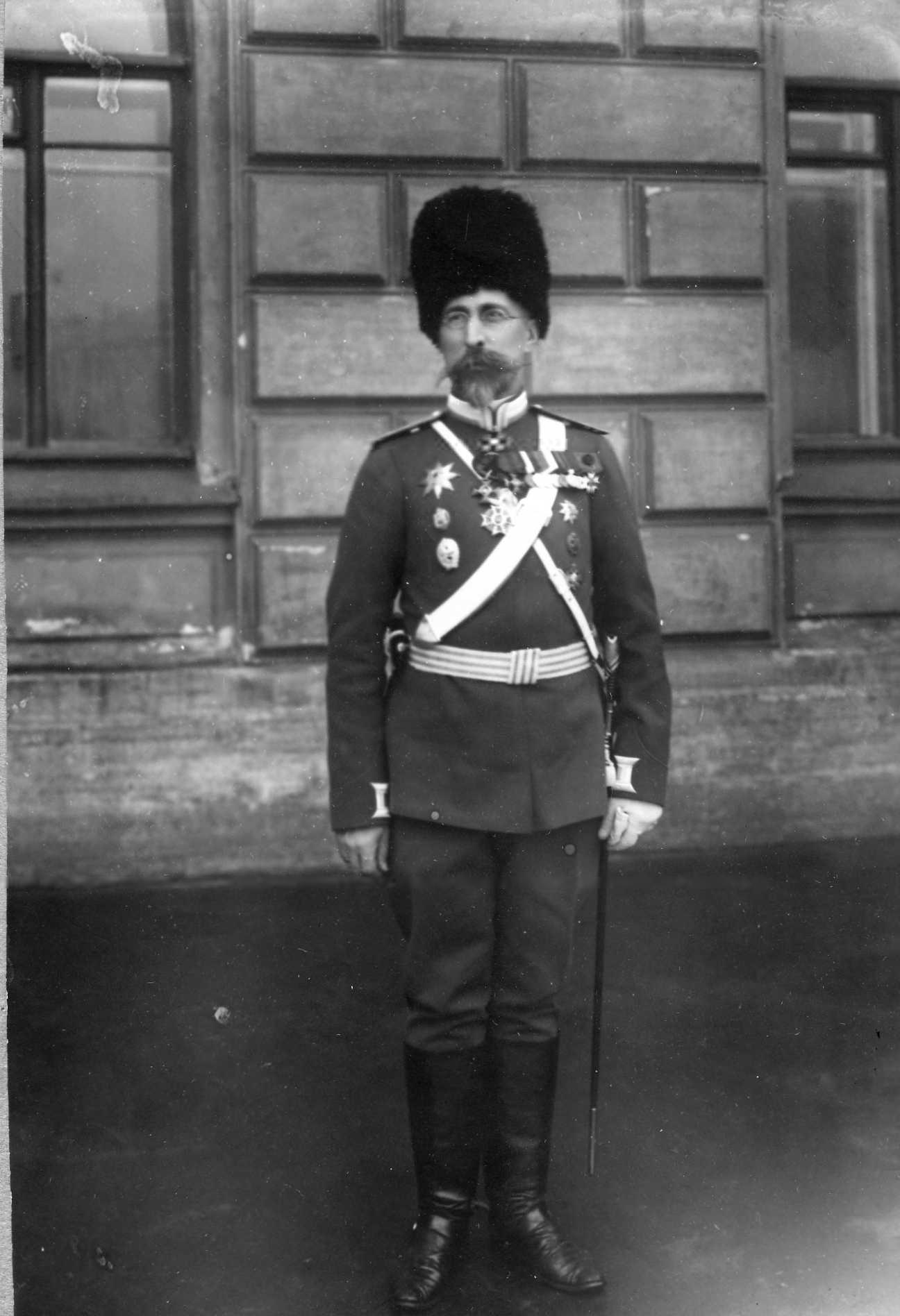
Il generale Chabalov, 1914 ca.

Sergej Semënovič Chabalov nacque nell'allora impero russo da una famiglia nobile, e con tradizioni militari, della provincia di Novgorod. Era di origine osseta e di religione ortodossa.
Entrò in servizio il 12 agosto 1875. Uscito dalla scuola di artiglieria Michajlovskij di Pietroburgo il 16 aprile 1878, partecipò alla guerra russo-turca contro l'impero ottomano nel Terek. Tenente il 20 dicembre 1879, dopo gli studi con lode nella scuola militare Nikolaj, il 30 gennaio 1881 fu assegnato all'artiglieria della regione di Transcaspia, divenendo poi capo della squadra di artiglieria e del magazzino nel forte di Aleksandrovsky. Il 21 agosto 1882, fu assegnato all'artiglieria della fortezza di Gunib, divenendo poi assistente del capo della squadra di addestramento del servo.
Il 21 marzo 1886, divenne capitano assistente di una divisione di fanteria dal 25 novembre, capitano il 24 aprile 1888, finché il 21 maggio 1890 entrò nel 1º corpo della guardia. Dal 17 ottobre 1890 al 18 ottobre 1891, il comando censurato della compagnia servì nel reggimento delle guardie di vita del reggimento Jäger. Comandante del reggimento di cacciatori della guardia reale, il 6 dicembre 1894 venne promosso tenente colonnello. Dal 16 giugno 1895, prestò servizio in diversi incarichi speciali. Il 6 dicembre 1898, divenne colonnello, servendo nelle guardie imperiali fino al 1900.
Dal 21 marzo 1900 al 22 marzo 1901, divenne maestro di scienza militare alla scuola militare Pavlovsk di Pietroburgo, dove comandò un battaglione del 3º reggimento fanteria Finlandia dal 18 maggio al 14 settembre 1900. Il 22 marzo 1901, divenne ispettore di classe della scuola di cavalleria Nikolaev. Dal 1903 al 1905, diresse la scuola militare Alekseev di Mosca e, dal 1905 al 1914, la scuola militare Pavlovsk, autore di una serie di manuali.
Il 24 gennaio 1914, poco prima dello scoppio della prima guerra mondiale, fu nominato governatore militare e comandante della regione degli Urali e atamano dei cosacchi locali. Nel 1916, fu nominato capo ufficiale del distretto militare di Pietrogrado, e comandante il 5 febbraio 1917.

### La rivoluzione di febbraio
Il 13 giugno 1916, ottenuta l'opinione di un perfetto amministratore, fu richiamato nella capitale e, durante la rivoluzione di febbraio, il 24 febbraio 1917, nominato comandante in capo del distretto militare di Pietrogrado come tenente-generale, che estese in modo significativo le sue prerogative. Inesperto ed estremamente indeciso, ottenne dallo zar Nicola II i pieni poteri e cercò, ma inutilmente, di reprimere le manifestazioni tipicamente economiche che segnarono l'inizio della rivoluzione russa.
Il 25 febbraio, ricevette un telegramma dallo zar, che gli ordinava di sopprimere immediatamente le manifestazioni con l'aiuto dell'esercito per ripristinare l'ordine turbato. Come ricordò in seguito, considerò il comando del monarca completamente inaccurato. Ordinò di montare manifesti, annunciando che l'esercito avrebbe sparato ai partecipanti delle prossime manifestazioni e i lavoratori che avrebbero preso parte agli scioperi sarebbero stati inviati in prima fila. La radicalizzazione degli stati d'animo nei giorni seguenti guardava pigramente. Anche dopo i primi casi di fraternizzazione dei soldati con i manifestanti, assicurò allo zar che avrebbe soppresso le rivolte popolari. Il 27 febbraio, perse il controllo praticamente dell'intera guarnigione, solo il reggimento di Izmajłowski era pronto a eseguire i suoi ordini. Dovette quindi ammettere che non poteva impedire le riunioni di strada, e che non controllava le sue forze subordinate.
Rifugiatosi nel palazzo dell'Ammiragliato, fu arrestato il 28 e imprigionato nella fortezza di Pietro e Paolo per proteggerlo dalla folla inferocita e, il 2 marzo, ufficialmente licenziato dai suoi doveri e trasferito alla riserva di ranghi presso la sede del distretto militare di Pietrogrado, in stato di fermo. In estate, fu interrogato dalla commissione straordinaria d'inchiesta del governo provvisorio russo per le indagini sugli atti illeciti da parte di ministri e altre persone responsabili del regime zarista. Fu rilasciato dopo la rivoluzione di ottobre e, l'11 novembre, su sua richiesta, fu congedato dal servizio, mantenendo la pensione.

### Gli ultimi anni
Nel 1919 emigrò nel sud della Russia per unirsi all'esercito bianco, fedele allo zar. Il 1º marzo 1920 lasciò per sempre la Russia, imbarcandosi con le forze bianche da Novorossijsk per Salonicco, nel regno di Grecia, dove morì in un ospedale americano nel 1924.

## Onorificenze

### Straniere
- Terza repubblica francese

- Regno di Romania

- Impero giapponese